# Josef Hontheim
Josef Hontheim (1938. augusztus 13. – 2019. november 11.) német nemzeti labdarúgó-játékvezető. Teljes neve Franz-Josef Hontheim.

## Pályafutása

### Nemzeti játékvezetés
A küldési gyakorlat szerint rendszeres partbírói tevékenységet is végzett. 1970-ben lett a Bundesliga játékvezetője. A nemzeti játékvezetéstől 1986-ban vonult vissza. Második ligás mérkőzéseinek száma: 77. Első ligás mérkőzéseinek száma: 86.

## Szakmai sikerek
1983-ban a DFB JB szakmai felkészültségét elismerve az Év Játékvezetője címmel tüntette ki.